# Montchaboud
Montchaboud település Franciaországban, Isère megyében. Lakosainak száma 347 fő (2022. január 1.). Montchaboud Vizille, Brié-et-Angonnes, Jarrie és Notre-Dame-de-Mésage községekkel határos.

## Népesség
A település népességének változása:
| Lakosok száma | 52   | 310  | 305  | 352  | 370  | 360  | 339  | 337  | 337  | 347  |
|               | 1968 | 1982 | 1990 | 2006 | 2013 | 2015 | 2017 | 2019 | 2020 | 2022 |